# Kokorina (Gacko, BiH)
Kokorina je naseljeno mjesto u općini Gacko, Republika Srpska, BiH.

## Stanovništvo

### 1991.
Nacionalni sastav stanovništva 1991. godine, bio je sljedeći:
ukupno: 25
- Srbi - 25 (100%)

### 2013.
Nacionalni sastav stanovništva 2013. godine, bio je sljedeći:
ukupno: 16
- Srbi - 15 (93,75%)
- Hrvati - 1 (6,25%)